# Synagoge im alten AKH Wien

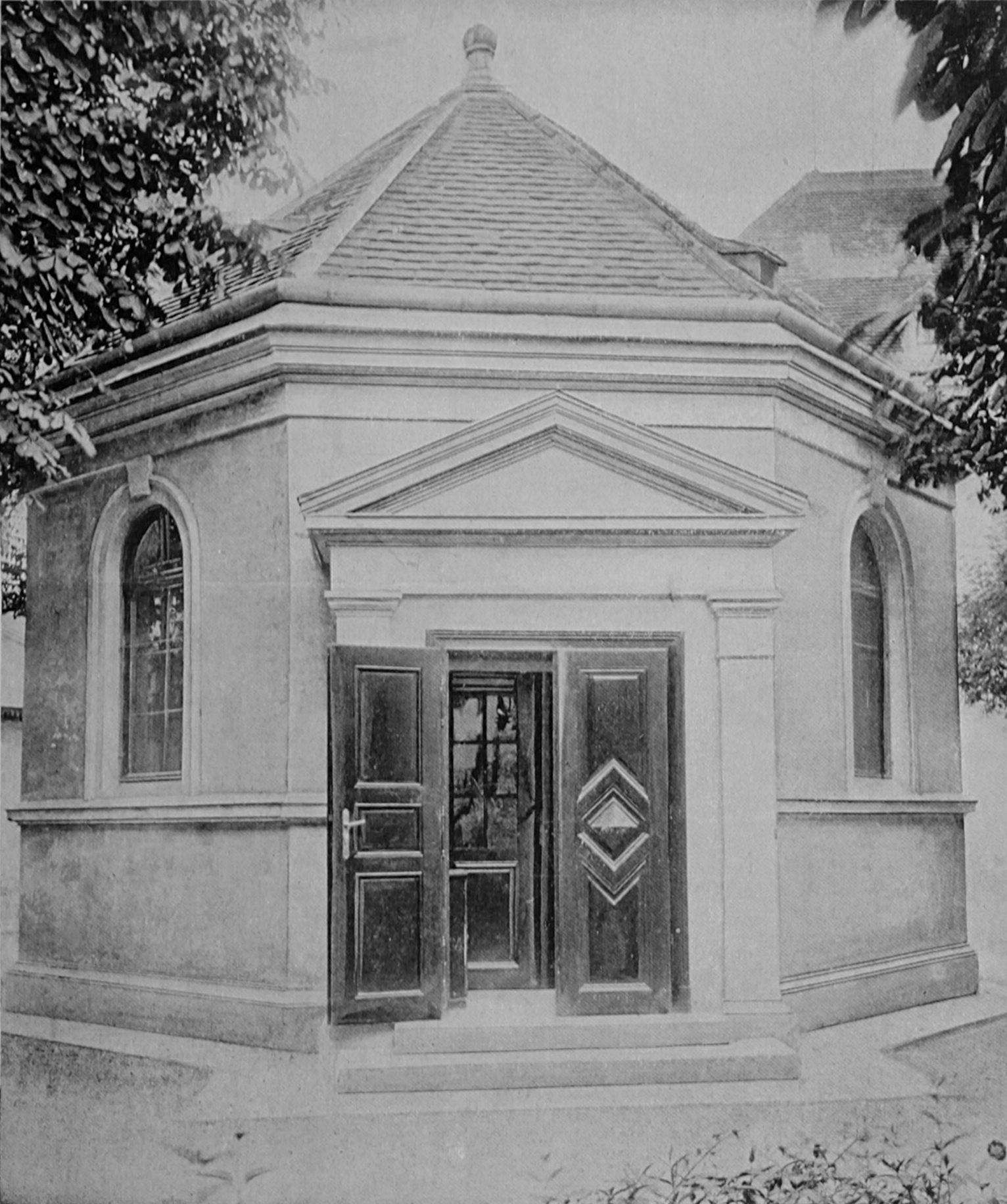
Außenansicht (1903)

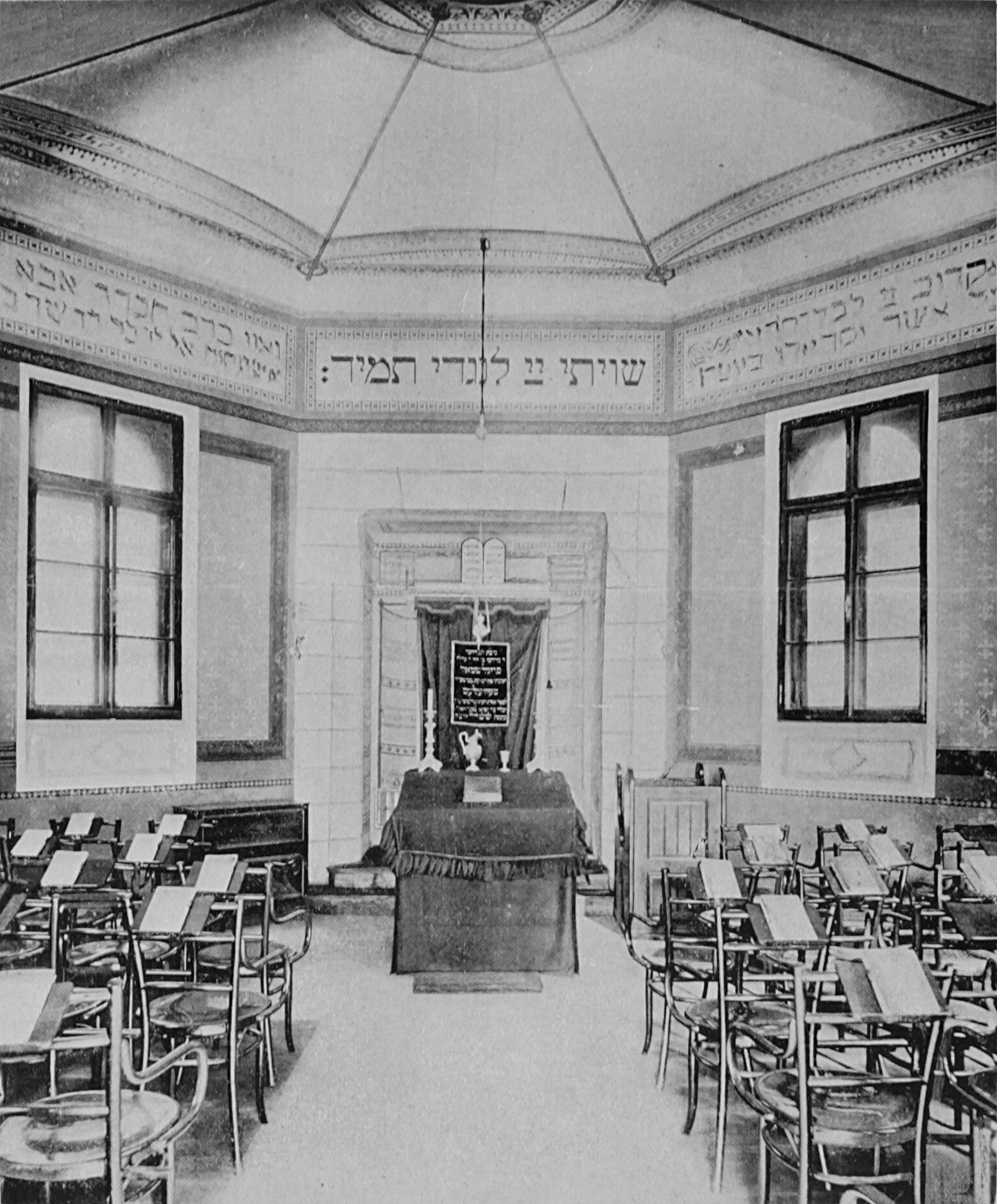
Innenansicht (1903)

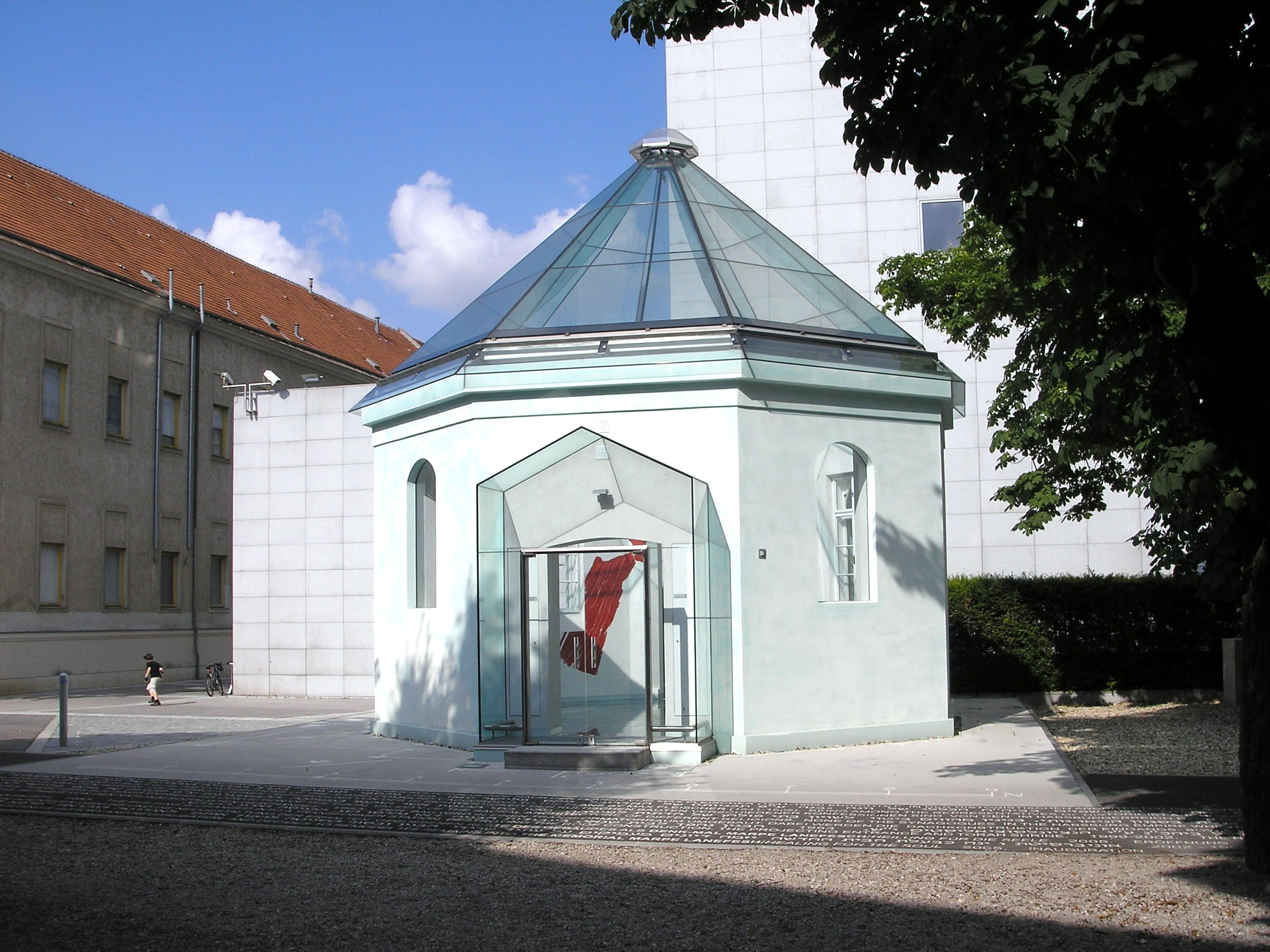
Außenansicht (2006)

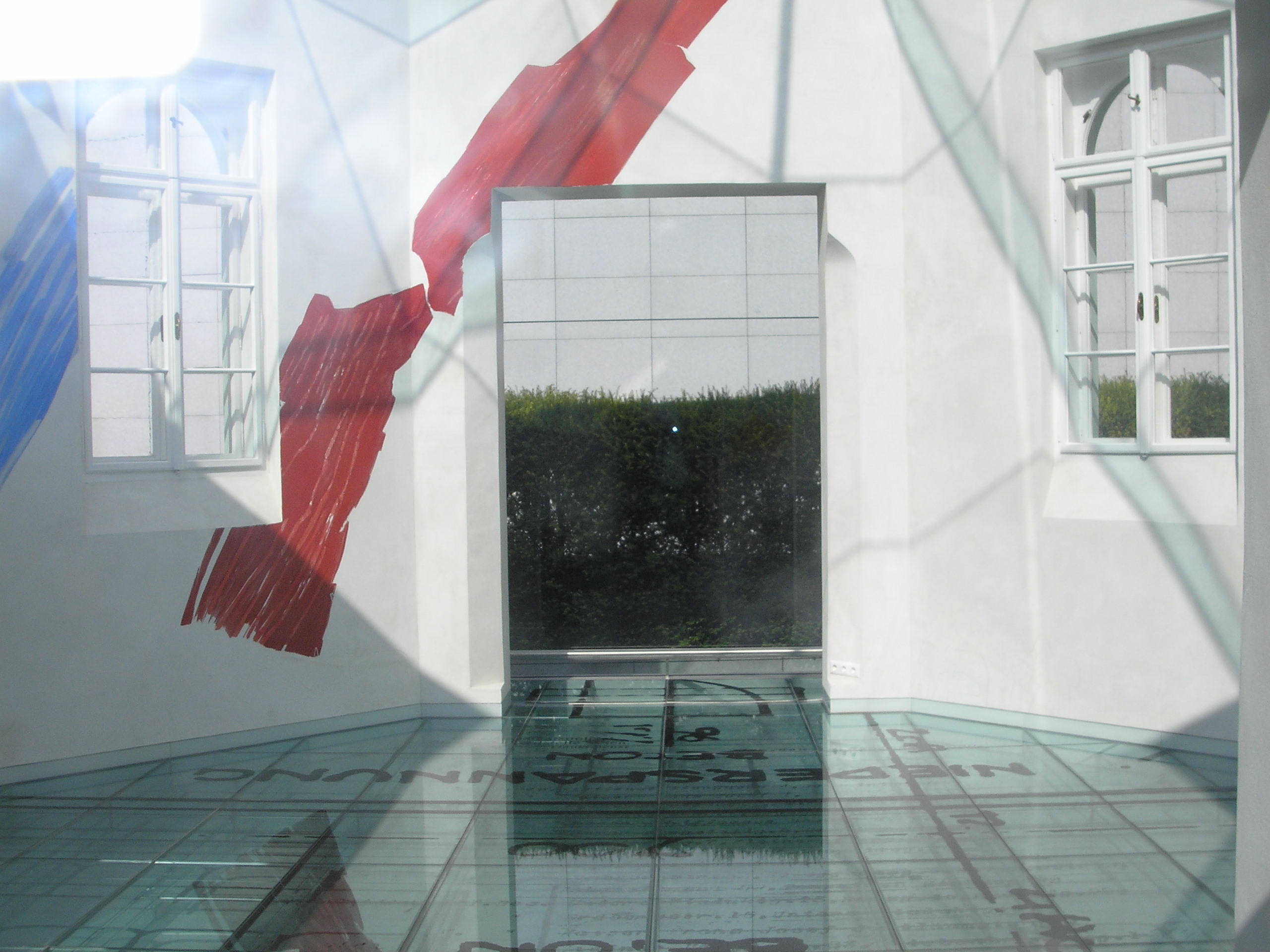
Heutiger Innenraum mit Kunstinstallation

Die Synagoge im alten Allgemeinen Krankenhaus Wien befindet sich im Hof 6 des Campus der Universität Wien im Wiener alten AKH. Der „Betpavillon“ für die jüdischen Kranken im alten Allgemeinen Krankenhaus wurde mit Spendengeldern der Israelitischen Kultusgemeinde Wien nach den Plänen von Max Fleischer 1903 errichtet. Die Spendensumme betrug mehr als 5000 Gulden. In der historischen Architektur der österreich-ungarischen Monarchie tritt Fleischer besonders mit dem Einsetzen der Neugotik für Synagogenbauten hervor, die Ausdruck seiner Überzeugung von der Gleichwertigkeit der kultischen Bauten verschiedener Konfessionen sind.

## Zerstörung und Wiederaufbau
Im Novemberpogrom 1938 wurde die Synagoge von den Nationalsozialisten geschändet und schwer beschädigt. Den Zweiten Weltkrieg überlebte der Bau, wurde aber 1953 in einem Transformatorraum umgebaut. Dabei wurden die Dachkonstruktion, der Eingangs- sowie der Toraschreinvorbau zerstört.
Nachdem die ehemalige Synagoge in den Besitz der Universität Wien übergegangen und nicht mehr als Traforaum verwendet wurde, beschloss man, das Bauwerk in einen Ort des Gedenkens umzuwandeln, der seine wechselvolle Geschichte in künstlerischer Form dokumentieren sollte. Die künstlerische Umsetzung wurde Minna Antova anvertraut. Eine Wiederherstellung als Synagoge war nicht möglich, da auf Grund eines Senatsbeschlusses Konfessionen nicht auf dem Campus vertreten sein dürfen. Minna Antovas Konzept wurde jedoch auch von der Israelitischen Kultusgemeinde unterstützt.
Von 1999 bis 2002 gab es auf Veranlassung der Universität als neuer Eigentümerin einen intensiven Diskurs und die Neugestaltung des erhalten gebliebenen Rests des Gebäudes als Denkmal Marpe Lanefesh („Heilung für die Seele“). Auf dem Boden unter einer Glasplatte befindet sich ein vergrößerter Architekturplan des Grundrisses, der die Sitzplätze in Originalgröße zeigt. 2005 erfolgte die feierliche Neueröffnung im Beisein der Israelitischen Kultusgemeinde.
Da die Krankenpflege in den 1970er Jahren zum Neubau verlegt wurde, wird der Betpavillon nicht mehr für geistliche Zwecke verwendet. Der Bau dient als Mahnmal, Gedenkfeiern und Seminare werden in ihm veranstaltet. Für jüdische Patienten gibt es im jetzigen AKH einen Betraum, für die seelische Betreuung ist das Oberrabbinat der Wiener Israelitischen Kultusgemeinde zuständig.
Für die künstlerische Gesamtkonzeption und die Innenfresken war die Künstlerin Minna Antova zuständig. Die Architekten waren Maria Langthaller, Gerhard Scheller, und Christian Willibald. Als Bauherrin fungierte die Universität Wien, die Abwicklung erfolgte über die Bundesimmobiliengesellschaft. Unterstützt wurde die Neugestaltung vom österreichischen Bundesministerium für Bildung, Wissenschaft und Kultur, die Kulturabteilung der Stadt Wien und der Wiener Altstadterhaltungsfonds, die Oesterreichische Nationalbank, die Wienstrom GmbH, sowie der Bezirk Alsergrund.